# Antoni Pomar Juan
Antoni Pomar Juan   (Eivissa, 1927 - Eivissa, 2017) fou un pintor eivissenc i professor de buidatge i modelat de l'Escola d'Arts i Oficicis Artístics d'Eivissa, on havia cursat els seus primers estudis artístics, sent alumne dels pintors Joan Tarrés Palau i Ignacio Agudo Clará. Cursà estudis superiors a l'Escola Superior de Belles Arts de Sant Carles de València.